# Ytterlännäs kommunala realskola
Ytterlännäs kommunala realskola var en kommunal realskola i Bollstabruk verksam från 1949 till 1968.

## Historia
Skolan fanns 1949 som kommunal mellanskola vilken 1 juli 1952 ombildades till en kommunal realskola.
Realexamen gavs från 1953 (eventuellt även tidigare) till 1968
Skolbyggnaden användes efter realskoletiden av Ytterlännässkolan. 